# Aprilia

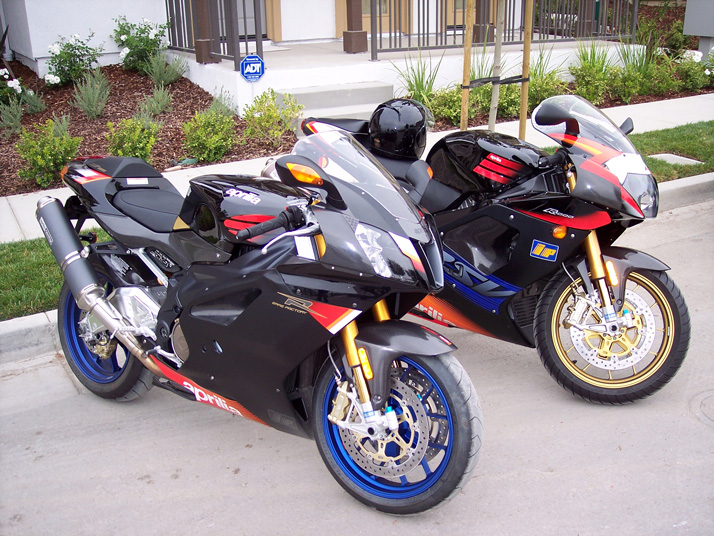
Aprilia RSV Mille - tung sportmodell

Aprilia är ett italienskt motorcykelmärke som producerar sportmotorcyklar, tävlingsmotorcyklar, skotrar och mopeder ( Rx50 och Sx50).
Aprilia ingår sedan 2005 i Piaggio-koncernen efter att Piaggio köpte den konkurshotade Aprilia-gruppen.

## Motorer
Aprilias större motorcyklar använder i huvudsak encylindriga och tvåcylindriga (V-twin) fyrtaktsmotorer från österrikiska Rotax. En egen motorutveckling har dock påbörjats. Den första egna modellen i produktion är en mycket kompakt och lätt 2-cylindrig V-motor på 450 och 550 cc som används i fabrikens enduro- och supermotard-maskiner, RXV resp SVX 4.5/5.5.
I modellen RS125 och den tidigare RS250 liksom i tävlingsmaskiner för roadracing används tvåtaktsmotorer.

## Tävlingsverksamhet
Inom Roadracing är Aprilia mycket framgångsrikt. Märket har flera VM-titlar i 125GP och 250GP-klasserna samt Superbike. Märket gör comeback i den främsta klassen MotoGP Roadracing-VM 2015.